# Protestpartei
Der Begriff Protestpartei bezeichnet eine Partei, die versucht, in Teilen einer Wählerschaft vorhandene Protesthaltungen gegen die herrschenden Verhältnisse zu kanalisieren.
Es gibt die These, dass Protestparteien sich (zu) stark auf ein Thema konzentrieren und andere Felder der Politik vernachlässigen.
Wähler einer Protestpartei („Protestwähler“) treffen ihre Wahl häufig aus einem emotionalen Protest, aus Wut und/oder aus Unzufriedenheit mit der Politik anderer Parteien heraus. Als Kennzeichen von Protestparteien werden lautstarkes Auftreten, radikale Forderungen und eine spontane Entstehung aus einem gesellschaftlichen Konflikt genannt.
Obwohl das Konzept der Protestpartei bereits im Ansatz eine kognitive Verzerrung zu Gunsten von etablierten Parteien und bestehenden Normen beinhaltet, findet es in einigen Sozialwissenschaften (z. B. Politikwissenschaft) Verwendung und wird genutzt, um Struktur, Wählerbasis und Verhalten von Parteien zu beschreiben.

## Definition
Zur Definition des Begriffs gibt es unterschiedliche Konzepte. Oft wird der Ausdruck auch diffus gebraucht und für Parteien verwendet, die bei Wahlen starken Zuspruch und dadurch einen Bedeutungsgewinn erfahren. Als grundlegende Eigenschaften von Protestparteien gelten:
- „spontane“ Entstehung: Protestparteien stellen keinen Endpunkt einer sozialen Bewegung dar; sie formieren sich, um aktuelle Stimmungen nutzen zu können. Meist existieren sie nur für kurze Zeit.
- Monothematik: Im Parteiprogramm sind einige wenige Punkte überrepräsentiert; Aussagen zu anderen relevanten Feldern der Politik werden kaum behandelt oder fehlen ganz.
- Opposition zum Mainstream: Protestparteien stellen geltende Normen, Regelungen oder Haltungen in der Politik in Frage und präsentieren sich als einzige Alternative zu den bestehenden Parteien. Dieses Freund-Feind-Schema unterstreichen sie durch provokantes Auftreten und radikale Forderungen.
- Wählerbasis: Die Wähler von Protestparteien verfügen nur über eine geringe Bindung zu diesen; ihr Wahlverhalten wird als eine „Strafaktion“ oder eine „Protesttat“ gewertet.

Unter diesen Gesichtspunkten lassen sich in Deutschland etwa die Piratenpartei, die Partei Rechtsstaatlicher Offensive, in Österreich die Liste Dr. Martin oder die Auto-Partei in der Schweiz als Protestparteien beschreiben. Aber auch Die Grünen erfüllten in ihrer Anfangszeit die Kriterien für eine Protestpartei.

## Kritik
Der Politikwissenschaftler Kai Arzheimer kritisiert die emotionale Konnotation des Protestbegriffes. Enttäuschung, Wut oder Frust seien keineswegs die alleinigen Motive bei der Wahl einer Protestpartei; genauso gut könne diese mit rationalem Kalkül erklärt werden, etwa wenn Stammwähler den Kurs ihrer Partei nicht länger unterstützen möchten und deswegen einer Partei ihre Stimme geben, die eher ihre Vorstellungen vertritt – auch wenn diese als nicht regierungsfähig erscheint. Der ursprünglichen Stammpartei würde dadurch signalisiert, dass sich die Wähler einen Kurswechsel wünschten. Zudem beziehe sich der Protest meist auf die Parteien, die als etabliert gelten.
Der Politikwissenschaftler Florian Hartleb sieht den Begriff der Protestpartei als wenig geeignet an, wenn es darum geht, Parteien auf ihre Inhalte oder ihr Auftreten zu beschreiben: Es sei unklar, „was im Zentrum des Protestes steht bzw. ob der Protest fundamental oder nur punktuell auftritt. Der Terminus „Protestpartei“ kann wohl für eine pragmatische wiewohl einseitige Unterscheidung, nicht aber typologisierend verwendet werden.“ Everhard Holtmann hält dem Begriff gerade dies zugute, weil der Fokus etwa bei der Untersuchung von rechts- und linkspopulistischen Parteien nicht einseitig auf die rechte Hälfte des Parteienspektrums verengt werde.

## Sonstiges
Das Mehrheitswahlrecht erschwert das Aufkommen von Protestparteien. Einen Sitz im Parlament erringen sie nur, wenn sie in einem Wahlkreis eine Mehrheit der abgegebenen Stimmen erzielen.
Siehe zum Beispiel UK Independence Party (UKIP), Großbritannien.
Das Medienecho kann den Erfolg oder Misserfolg massiv beeinflussen.
In Deutschland erhielt die Piratenpartei in den Jahren 2011 und 2012 großes mediales Interesse;
nachdem dieses abgeflaut war, sanken deren Werte bei einschlägigen Umfragen stark ab.
Die Politik in Griechenland wurde viele Jahre von zwei Volksparteien geprägt: der Nea Dimokratia (ND) und der sozialdemokratischen PASOK. Bei der Parlamentswahl im Mai 2012 trat eine Partei namens SYRIZA an und wurde zweitstärkste Partei. SYRIZA kann als Protestpartei angesehen werden. Auch bei einer erneuten Wahl sechs Wochen später wurde sie (mit 26,9 %) zweitstärkste Partei; weit vor der PASOK (12,3 %).